# سکرشین
سکرشین (به لاتین: Skršín) یک منطقهٔ مسکونی در جمهوری چک است که در ناحیه موست واقع شده‌است. سکرشین ۶٫۹۸ کیلومتر مربع مساحت و ۲۱۰ نفر جمعیت دارد و ۳۲۳ متر بالاتر از سطح دریا واقع شده‌است.